# Grotta Monello
Grotta Monello este o arie protejată (arie specială de conservare — SAC, sit de importanță comunitară — SCI) din Italia întinsă pe o suprafață de 61 ha, integral pe uscat.

## Localizare
Centrul sitului Grotta Monello este situat la coordonatele 37°01′09″N 15°09′54″E / 37.019265°N 15.165043°E.

## Înființare
Situl Grotta Monello a fost declarat sit de importanță comunitară în septembrie 1995 pentru a proteja 1 specie de plante și 7 specii de animale. Situl a fost protejat și ca arie specială de conservare în decembrie 2017.

## Biodiversitate
Situată în ecoregiunea mediteraneană, aria protejată conține 7 habitate naturale: Păduri de Olea și Ceratonia, Pseudostepă cu ierburi și specii anuale de Thero-Brachypodietea, Peșteri inaccesibile publicului, Păduri de Quercus ilex și Quercus rotundifolia, Pante stâncoase calcaroase cu vegetație casmofită, Sarcopoterium spinosum phryganas, Tufărișuri termo-mediteraneene și de pre-deșert.
La baza desemnării sitului se află mai multe specii protejate:
- plante (1): Dianthus rupicola
- păsări (4): erete de stuf (Circus aeruginosus), șoim călător (Falco peregrinus), acvilă pitică (Hieraaetus pennatus), ciocârlie de pădure (Lullula arborea)
- mamifere (2): liliacul mare cu potcoavă (Rhinolophus ferrumequinum), liliacul mic cu potcoavă (Rhinolophus hipposideros)
- reptile (1): elaphe situla (Zamenis situla)

Pe lângă speciile protejate, pe teritoriul sitului au mai fost identificate 12 specii de plante, 3 specii de amfibieni, 1 specie de mamifere, 147 de specii de nevertebrate, 10 specii de reptile.